# Бейкер, Рой Уорд
Рой Уорд Бейкер (англ. Roy Ward Baker; 19 декабря 1916, Лондон, Великобритания — 5 октября 2010, там же) — британский режиссёр.

## Биография
Получил образование во Франции.
В 1934 году поступает на работу в Gainsborough Pictures. В 1938 году становится помощником режиссёра у Альфреда Хичкока в картине «Леди исчезает» (1938).
Во время Второй Мировой войны поступил на военную службу офицером, но уже в 1943 году перешёл в Army Kinematograph Unit на должность режиссёра обучающих фильмов. В эти годы началось его сотрудничество со сценаристом Эриком Эмблером, он снимает триллер «Человек октября» (The October Man).
В 1948 году Бейкер ставит драму «Слабый пол» (The Weaker Sex), показывающую быт обычной семьи в военное время. В следующем году он снимает триллер «Бумажная Орхидея» (Paper Orchid) про таинственные убийства, происходящие в газетной промышленности. Его следующий фильм «Утреннее отплытие» (Morning Departure) с Джоном Миллсом в главной роли получает оглушительный успех. В результате американский продюсер Дэррил Зана приглашает режиссёра в Голливуд, где он снимает три фильма, лучшим из которых считается драма «Инферно» (Inferno, 1953).
В 1950-х гг. Бейкер ставит несколько качественных драм, «Тот, который ушёл» (The One That Got Away, 1957), рассказывающий о реальной судьбе немецкого аса, сумевшего совершить побег из британского лагеря для военнопленных, «Запомните эту ночь» (A Night to Remember, 1958), в котором рассказывается о катастрофе «Титаника». За неё Бейкер получил «Золотой глобус» за лучший иностранный фильм на английском языке. В его фильме «Можно входить без стука» (Don’t Bother to Knock, 1952) снялась Мэрилин Монро.
В 1960-х гг. он возвращается в Великобританию, оттуда в 1961 г. отправляется в Мексику, где снимает вестерн «The Singer Not the Song». В 1960—1967 гг. работает на телевидении, снимая такие сериалы, как «Мстители» (The Avengers) и «Святой» (The Saint).
В 1967 г. начинается его сотрудничество со студией Хаммер, для которой он снимает первый фильм «Куотермасс и колодец» (Quatermass and the Pit). Затем появляется чёрная комедия «Годовщина» (The Anniversary) с Бэтт Дэвис в главной роли. Далее следуют космический вестерн «Луна Ноль Два» (Moon Zero Two, 1969), сексуальный «ужастик» «Любовницы-вампирши» (The Vampire Lovers, 1970), «Шрамы Дракулы» (Scars of Dracula, 1970) и экранизация классического романа Роберта Льюиса Стивенсона «Доктор Джекилл и сестра Хайд» (Dr Jekyll & Sister Hyde, 1971).
В 1970-х гг., работая с кинокомпанией Амикус, снимает хоррор-антологию «Лечебница» (Asylum, 1972), за которую получает награду на Берлинском международном кинофестивале. После этого популярность режиссёра пошла на убыль, в 1975—1977 гг. студии Хаммер и Амикус, с которыми сотрудничал режиссёр, обанкротились. После фильма «Клуб монстров» (1980) Бейкер окончательно вернулся на телевидение и ещё работал над сериалами до ухода на пенсию в 1992 г., однако заметного успеха они не имели.